# Dionysia (scenartist)
Dionysia, var under 000-talet f.Kr. en skådespelare, sångerska och dansös i antikens Rom. 
Hon benämns som en gesticularia och satatricula (dansös) och finns nämnd mellan 76 och 62 f.Kr.
Hon var en berömd scenartist som uppenbarligen var tillräckligt välkänd i Rom för att användas som exempel i den offentliga debatten. Det framgår också att hon tillhörde de högst betalda av de kvinnliga scenskådespelare man känner till från antiken, och även de få där man alls har information om specifika lönesummor. 
I sitt tal till förmån för aktören Quintus Roscius år 66 f.Kr. omtalar Cicero det uppenbarligen allmänna faktumet att den berömda dansösen Dionysia tjänade  200.000 sestertier under sina uppträdanden, och att Roscius därmed borde tjäna i varje fall 300.000. Under kritiken mot oratorn Hortensius 62 f.Kr. jämfördes han gestikulering med Dionysia. 